# 1973 w informatyce
Kalendarium informatyczne 1973 roku
- wiosna – na rynku pojawił się komputer Xerox Alto[1].
- Ukazała się trzecia edycja Uniksa, napisana w C, co zaowocowało przenośnością systemu[2].
- Unix: Douglas McIlroy stał się pomysłodawcą potoku (ang. pipe)[3].
- Opracowano ideę Internetu[4].
- Nawiązano pierwsze połączenie sieciowe pomiędzy Ameryką Północną a Europą[4].